# Aimee Allen
Aimee Allen, född 2 februari 1979 i Missoula, Montana, är en amerikansk singer-songwriter inom pop, rock och reggae bosatt i Los Angeles. Den mest spridda låt som hon har spelat in är antagligen "Cooties" som var med på soundtrackskivan till 2007 års filmversion av Hairspray. År 2002 var hon kontrakterad hos Elektra Records, som skulle ge ut hennes debutalbum I'd Start a Revolution If I Could Get Up In the Morning. Albumet innehöll låter som var producerade av bland annat Mark Ronson, men blev aldrig utgivet då Elektra Records slogs ihop med ett annat bolag. Det enda som släpptes från albumet var singeln "Revolution" och det gjordes även en musikvideo som visades på MTV.  Låten var även med på soundtrackskivan till filmen Storm, och var dessutom vinjettmusik till the WB Television Networks TV-serie Birds of Prey (låten byttes dock ut när serien gavs ut på DVD 2008). År 2007 omarbetades hennes song "Stripper Friends" från samma skiva av Kevin Michael som spelade in den på nytt tillsammans med Lupe Fiasco med titeln "We All Want the Same Thing,". Samma år gav Tila Tequila ut en cover på låten med den ursprungliga titeln "Stripper Friends". Låten är även med i hennes program A Shot at Love with Tila Tequila som sänds på MTV.
Aimee var med och arbetade på Unwritten Law's album Here's to the Mourning, som släpptes i january 2005. Hon var med och skrev åtminstone delar av alla låtar på skivan tillsammans med Unwritten Laws sångare Scott Russo, inklusive singeln "Save Me (Wake Up Call)" där även Linda Perry var med och skrev. Allen och Russo inledde även ett förhållande som resulterade i ett gemensamt band, Scott & Aimee. Bandets första, och hittills enda, album Sitting in a Tree släpptes 2007 av Side Tracked Records och innehöll en blandning av nya låtar och omarbetningar av låtar från I'd Start a Revolution If I Could Get Up In the Morning. Aimees och Scotts förhållande, och så även bandets existens, tog dock slut någon gång efter att albumet gavs ut.
P.g.a. utgången av sitt ursprungliga album I'd Start a Revolution If I Could Get Up In the Morning har Aimee valt att vara en så kallad independent artist och sköter med andra ord sin musik själv genom ett litet skivbolag. Hon var även med som domare i den åttonde upplagan av Independent Music Awards, där hon även var nominerad och vann i punkrock kategorin med låten "Miss America" (2007) med Scott & Aimee.
Aimee har även varit med som skådespelare i ett antal produktioner, bl.a. Undressed och Repli-Kate. Hon har även den kvinnliga huvudrollen i Numb (2009).
Allen stödde även Ron Pauls presidentkampanj 2008, och spelade in låten "The Ron Paul Revolution Theme Song"
Samma år släppte Aimee singeln "I'm Here". Singeln släpptes dock inte på skiva, utan går bara att ladda ner.
Den 21 juli 2009 släpptes hennes "nya" debutalbum, A Little Happiness. Den första singeln från skivan, "On Vacation", släpptes den 23 juni 2009 som Digital download.
Under 2009 hade Aimee även med en låt, "Emergency", på det amerikanska soundtrackskivan till filmen Sorority Row.